# Liceo classico Pitagora
Il liceo classico Pitagora è il principale istituto di istruzione superiore italiano di Crotone, nonché uno dei più antichi della città, che prende il nome dall'omonimo filosofo greco antico.

## Storia

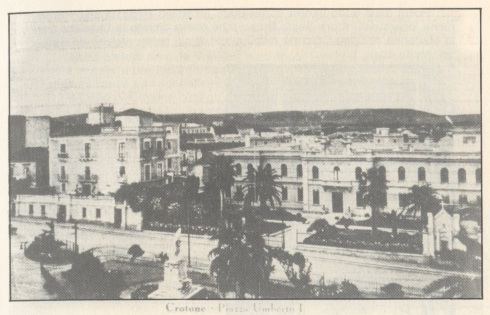
Il liceo Pitagora in una cartolina del 1940.

Il primo documento ufficiale che attestò l'esistenza del Liceo Ginnasio Pitagora risale al 7 gennaio 1862 (sebbene l'anno ufficiale di fondazione risalga al 1926), ossia da una lettera inviata dall'allora sindaco Gaetano Morelli al vescovo di Crotone Luigi Maria Lembo, in cui il primo cittadino, cavalcando l'onda della gran confusione che regnò nel Mezzogiorno per via della riunificazione nazionale, chiese che il Monastero delle Clarisse di Santa Chiara venisse adibito a Ginnasio. La concessione però non venne accordata a causa di diversi episodi di ostruzionismo da parte di alcune realtà nobiliari crotonesi; in epoca fascista fu il medico e podestà crotonese Ottavio Graziano a portarne avanti la causa scegliendo i locali di Palazzo Fuscaldo, un tempo casa comunale, come prima sede dell'istituto.
Nel 1940 la scuola divenne Regio Liceo Ginnasio, ossia statale a tutti gli effetti, per iniziativa del podestà Giuseppe Cosentino che prese l'impegno di occuparsi personalmente di portare a termine i lavori del nuovo edificio che avrebbe ospitato i locali della scuola. Ciò gli fece ottenere l'appoggio del Ministero dell'educazione nazionale, all'epoca guidato da Giuseppe Bottai.
Nello stesso anno, però, si verificò l'entrata in guerra dell'Italia fascista al fianco della Germania nazista di Hitler contro l'Impero britannico e, nel corso della seconda guerra mondiale, vennero riportati ingenti danni all'istituto. Il preside dell'epoca, Francesco Bellusci, in una missiva inviata al podestà Nicola Morace il 14 agosto 1941 chiese, e in seguito ottenne, l'utilizzo dello scantinato della scuola come rifugio antiaereo.
Il 1º ottobre del 1942, per effetto della guerra e del conseguente sfollamento della città, la scuola venne chiusa e lo rimase sino al 30 marzo 1943.